# 戈维恩德加尔
戈维恩德加尔（Govindgarh），是印度中央邦Rewa县的一个城镇。总人口9697（2001年）。

## 人口
该地2001年总人口9697人，其中男性5109人，女性4588人；0—6岁人口1560人，其中男807人，女753人；识字率58.21%，其中男性为70.54%，女性为44.49%。